# Логойда Мирослава Олександрівна
Лого́йда Миросла́ва Олекса́ндрівна (5 березня 1940, Львів — 27 серпня 2020, там само) — українська піаністка, концертмейстерка, професор і секретар кафедри академічного співу Львівської національної музичної академії імені Миколи Лисенка, організаторка концертів, текстолог і видавниця.

## Освіта
Навчалася у Львівській середній спеціалізованій музичній школі-інтернат ім. С. Крушельницької, клас фортеп'яно О. П'ясецької-Процишин. 1963 року закінчила Львівську державну консерваторію ім. М. Лисенка, клас фортеп'яно проф. О. Криштальського, клас концертмейстерства В. Дробінської, клас камерного ансамблю Т. Лаголи.

## Діяльність
У 1962—1975 роках працювала концертмейстеркою кафедри сольного співу у класі професорів О. Дарчука, В. Кобржицького і доцентки Н. Чуборової. Рівночасно в 1962—1963 роках працювала концертмейстеркою класу оперної підготовки. У 1962—1968 роках за сумісництвом працювала концертмейстеркою Львівського державного музичного училища в класі співу К. Іванової. Як акомпаніаторка брала участь у республіканських, всесоюзних та міжнародних конкурсах зі студентами Г. Заставним, О. Басистюк, О. Чепурним та ін.
З 1972 року — викладачка кафедри концертмейстерства, а з 1977 — старша викладачка кафедри сольного співу (концертно-камерний клас). Доцент (1991). Професор кафедри (2001).
Під керівництвом Мирослави Логойди була організована велика кількість тематичних концертів, до яких було залучено як студентів вокального факультету, так і студентів-піаністів.
Популяризувала камерну музику різних історичних періодів і стилів, зокрема сольні номери з кантат і ораторій XVII—XVIII ст., солоспіви українських і західноєвропейських композиторів XIX—XX ст. Підготувала та провела ряд проєктів з творів ораторійного жанру, зокрема: ораторія «Самсон» Г. Генделя (1994 р.), ораторія «Ілля» Ф. Мендельсона (2000 р., 2007 р.), «Аве Марія» (2001 р.), «Стабат Матер» Дж. Б. Перґолезі, меса «Solennella» Дж. Россіні (2004 р.), «Стабат Матер» А. Дворжака (2005 р.), Реквієм В. А. Моцарта (2006 р.), симфонія № 4 Ґ. Малєра (2008 р.), «Ave verum» (2008 р.), Messa di Gloria Дж. Пуччіні, опера «Фіделіо» Л. ван Бетовена (2010), «Радій, Царице» Ґ. Генделя (2014) в яких сольні та ансамблеві партії виконували студенти її класу і виконання яких записані на компакт-дисках.
За час педагогічної роботи виховала понад 100 студентів, серед яких — лауреати Міжнародних конкурсів: народна артистка України Лідія Кондрашевська, заслужені артисти України М. Фарина, О. Велка, І. Дерда, Я. Войтюк, заслужений діяч мистецтв України Богдан Косопуд, лауреатка міжнародних конкурсів Зоряна Кушплер, лауреат міжнародного конкурсу ім. С. Прокоф'єва В. Лісковецький, лауреатка конкурсу-фестивалю ім. С. Людкевича О. Грабова, лауреати Міжнародного конкурсу-фестивалю ім. А. Дворжака М. Загорулько, С. Годлевська, А. Ковалко, М. Швидків, лауреат Міжнародного конкурсу камерних співаків М. Загорулько, володарка Гран Прі Всеукраїнського конкурсу Терен-Юськіва, дипломант Міжнародного конкурсу П. Домінго М. Жехович та ін.
Серед її випускників — доктор мистецтвознавства проф. Тетяна Молчанова і кандидат мистецтвознавства проф. М. Жишкович.

## Творчість
Мирослава Логойда є авторкою біографічних нарисів про Р. Сов'яка, В. Дударя, В. Чайку. 2003 року опублікувала книжку «В. Ігнатенко. Життєвий та творчий шлях».
З 1992 — член товариства «Просвіта».
В 1997 започаткувала нотну серію «Спів Митуси». Опрацювала та упорядкувала рукописи вокальних творів (солоспівів) галицьких композиторів і видала нотні збірки Д. Січинського, О. Нижанківського, Я. Лопатинського, а також солоспіви сучасних авторів — Р. Сов'яка, О. Зелінського, О. Козаренка.
Видала посібник «Вокальні камерні твори українських композиторів: В. Матюк, О. Нижанківський, Я. Ярославенко, М. Скорик, О. Козаренко.» У творчому доробку Мирослави Логойди біля 70 поетичних перекладів українською мовою з оригінальних текстів пісень і романсів французьких, німецьких, італійських, польських та російських композиторів.
Методичні розробки з питань концертмейстерства:
- «17 пісень-мініатюр Ф. Ліста в роботі вокальних і концертмейстерських класів» (Львів, 1992);
- «Духовні кантати Й. С. Баха як учбовий матеріал в роботі вокальних і концертмейстерських класів: у 2-х ч.» (у співавторстві з М. Макарою, Львів, 1992);
- «Деякі проблеми виконання старовинної музики» (Львів, 1993);
- «Арії з ораторії „Самсон“ Г.Генделя як навчальний матеріал в роботі вокальних і концертмейстерських класів» (у співавторстві з М. Макарою, Львів, 1994).[2]

Деякі статті:
- «Еволюція композиторського письма у вокальній ліриці галицьких композиторів другої половини ХІХ — початку ХХ століття» (Наукові збірки Львівської національної музичної академії ім. М. В. Лисенка. — 2013. — Вип. 27. — С. 38-52.)
- «Шана і визнання: святкування ювілею заслуженої артистки України Ярослави Матюхи» (Дзвін. — 2010. — № 5/6. — С. 171.)
- «Доленосний шлях Ігоря Соневицького: до 85-річчя від дня народження» (Дзвін. — 2011. — № 1. — С. 95-96)
- «Феномен Богдани Фільц: до 80-річчя від дня народження» (Дзвін. — 2012. — № 10. — С. 77-79)
- «Незабутній маестро: до 75-річчя від дня народження народного артиста України Володимира Ігнатенка» (Дзвін. — 2015. — № 1. — С. 111—114)
- «„Неопалима купина“ Людмили Божко: до 75-річчя народної артистки України» (Дзвін. — 2016. — № 11/12. — С. 180—189)
- «Велична постать української культури. До 130-річчя від народження Василя Барвінського» (Дзвін. — 2018. — № 12 . — С. 160—164)[4]